# Marcus Servilius Pulex Geminus
Marcus Servilius Pulex Geminus était un homme politique de la République romaine de la fin du IIIe et début IIe siècle av. J.-C. issu de la noble famille patricienne des Servilii. Cette illustre famille, originaire d'Albe, a fourni à la République romaine de nombreux consuls.
Tout d'abord, il commença sa brillante carrière par la fonction religieuse d'Augure, poste qu'il occupa pendant de nombreuses années, avant d'être nommé édile curule. Au sommet de sa carrière politique, il fut en 203 av. J.-C. désigné maître de cavalerie (magister equitum), par le dictateur Publius Sulpicius Galba Maximus. Ce poste militaire prestigieux lui ouvre ensuite les portes du Consulat entre 203 et 202, avant d'être élu dictateur en 202 av. J.-C.
À la fin de son mandat de six mois de dictature, il revendiqua le poste de commandement de l'Afrique pour vaincre définitivement Hannibal, mais le peuple, consulté, lui préféra Scipion l'Africain. Le sort lui attribua la province d’Étrurie.
M. Servilius Pulex Geminus participa à de nombreuses campagnes de la deuxième guerre punique contre Hannibal et les guerres macédoniennes. Les vertus guerrières de ses ancêtres étaient de toute évidence la principale source de fierté pour la gens Servilia.
Lors d'un discours au capitole à Rome en 167 av. J.-C. où, au crépuscule de sa vie, il prend la défense de Lucius Aemilius Paullus (Paul Émile le Macédonien). Ce dernier, vainqueur de Persée à la bataille de Pydna, se voit en effet contester par ses troupes l'honneur d'un triomphe. Pour convaincre les troupes, M. Servilius exhibe fièrement aux soldats ses cicatrices et blessures de guerre ("de face", mention importante qui indique qu'il ne prenait pas la fuite face à l'ennemi) et mentionne 23 victoires contre des ennemis qui le provoquèrent en duel.
Ses descendants, et notamment son petit-fils, Caius Servilius Vatia, qui fut magistrat monétaire à la fin du IIe / début Ier siècle av. J.-C., frappèrent des monnaies à la mémoire de leur illustre ancêtre, où Marcus Serivilus Pulex Geminus est représenté lors de ces confrontations guerrières.